# جان میلینگتون سینگ
جان میلینگتون سینگ (انگلیسی: John Millington Synge؛ زاده ۱۶ آوریل ۱۸۷۱ درگذشته ۲۴ مارس ۱۹۰۹) یک نمایش‌نامه‌نویس، سفرنامه نویس، شاعر و گردآورندهٔ افسانه‌های قدیمی اهل ایرلند بود. او یکی از چهره‌های کلیدی در «جنبش احیای ادبی ایرلند» بود و در تأسیس «تئاتر ابی» نیز نقش عمده‌ای داشت. شهرت عمدهٔ او برای نمایشنامه‌اش «دلاور سرزمین‌های غرب» است که در طی اولین اجرایش باعث درگرفتن شورشی در شهر دوبلین پایتخت ایرلند شد.
او اگرچند از خانواده‌ای انگلیسی-ایرلندی است اما نوشته‌هایش اغلب دربارهٔ روستاییان کاتولیک ایرلندی است که در نظر او دیدی پاگانیستی نسبت به دنیا دارند.
سینگ از بیماری لنفوم هاجکین رنج می‌برد که نوعی سرطان است و در آن دوره غیرقابل درمان بود. او چند هفته بعد از سی و هشتمین تولدش، در حالیکه مشغول نوشتن نمایشنامهٔ «دیردرای اندوه» بود، فوت کرد.

## زندگی
سینگ در راتفارنهام، در دوبلین، در سال ۱۸۷۱، در شانزدهم ماه آوریل به دنیا آمد. او آخرین پسر در بین هشت بچه بود. خانوادهٔ او پروتستان بودند، پدرش وکیل بود و از خانواده‌ای ملاک می‌آمد، پدرش بزرگش نیز آموزگار بود و در ملک خودش مدرسه‌ای را احداث کرده بود.
پدر او آبله گرفت و در سال ۱۸۷۲، وقتی چهل و نه ساله بود فوت کرد. مادرش آن‌ها را به خانه‌ای که کنار خانهٔ مادر خودش بود نقل مکان داد. سینگ اگرچه اغلب بیمار بود، اما دوران کودکی خوشی را در آن خانه گذراند.
سینگ در مدرسه‌های دوبلین و برای تحصیل کرد، در آکادمی رویال موسیقی ایرلند، پیانو، فلوت ویولن، کنترپوآن و تئوری موسیقی یادگرفت بعد، به اروپا رفت که تحصیل موسیقی کند، اما بعد نظرش را تغییر داد و تصمیم گرفت روی ادبیات تمرکز کند. او شاگردی بااستعداد بود و در سال ۱۸۹۱ کنترپوآن بورسیه دریافت کرد. سینگ در سال ۱۸۸۹ وارد دانشگاه ترینیتی دوبلین شد. در سال ۱۸۹۲ لیسانس گرفت، او زبان ایرلندی و عبری مطالعه کرد و در آن واحد در «اینکشنت کنسرت رومز» نوازندگی می‌کرد. او به کلوب «ناتورالیست‌های دوبلین» پیوست و آثار داروین را مطالعه کرد. بعدها حس ملی‌گرایی اش بیشتر شد و به تاریخ ایرلند و جزایر آران علاقه‌مند شد و یک سال عضو «آیریش لیگ» شد. بعد، این گروه را ترک کرد چون با ایده‌های شبه نظامی آن‌ها مخالف بود. در سال ۱۸۹۳، اولین شعرش را که تحت تأثیر آثار وردزورث بود به چاپ رساند.

## نویسندگی
بعد از فارغ‌التحصیلی، تصمیم گرفت به آلمان برود و دنبال حرفهٔ نوازندگی اش را بگیرد، او به کوبلنس و وورتسبورگ رفت، اما به دلیل خجالتی بودن اجرای عمومی را دوست نداشت و به توانایی اش هم تردید داشت، به این دلایل، دوباره موسیقی را رها کرد و به ایرلند برگشت تا روی کارهای ادبی تمرکز کند. یک سال بعد، یعنی در ۱۸۹۴، رفت به پاریس، تا در دانشگاه سوربن، ادبیات و زبان بخواند.
در طی تعطیلاتش در دوبلین، دختری به نام چری ماتسون را ملاقات کرد که عضو گروه برادری پلیموث بود. چری از دوستان یکی از اقوام سینگ بود، جان عاشق او شد و دو بار از او درخواست ازدواج کرد که چری هر دو بار، او را، به دلیل تفاوت‌های مذهبی که با هم داشتند رد کرد. این موضوع بسیار بر سینگ تأثیر گذاشت طوری‌که سعی می‌کرد بیشتر زمانش را در خارج از ایرلند بگذراند.
سینگ در ۱۸۹۶ به ایتالیا رفت، اواخر همان سال، ویلیام باتلر ییتس را ملاقات کرد، ییتس او را تشویق کرد که مدتی را در جزایر آران بگذراند، بعد، برگردد دوبلین و خود را وقف کارهای خلاقانه بکند. همان سال او با لیدی آگوستا گرگوری، ییتس و جورج ویلیام راسل یکی شدند تا «انجمن تئاتر ملی ایرلند» را پایه بگذارند. همین انجمن، بعداً، تئاتر ابی را باز کرد. او در این زمان برای روزنامه‌ها نقد ادبی نوشت، شعر سرود و در درس‌های استاد ادبیات سلت، هنری ژوبن ویل، در دانشگاه سوربن شرکت کرد.

## جزیرهٔ آران و نمایشنامه‌ها

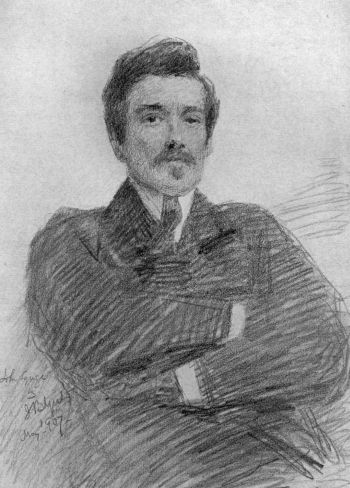
جان میلینگتون سینج - پروژه گوتن

سینگ در سال ۱۸۹۷، از اولین دورهٔ بیماری خود رنج برد. تابستان آن سال و پنج تابستان بعدی را در جزیرهٔ آران گذراند و داستان‌ها و حکایات محلی را جمع‌آوری کرد و روی زبان محلی ایرلندی خود کار کرد. تابستان‌ها به جزیرهٔ آران می‌رفت و بقیهٔ سال را در پاریس و سوربن می‌گذراند. در این دوره اولین نمایشنامه اش، وقتی ماه غروب کرد، را نوشت و آن را به لیدی گرگوری فرستاد، لیدی گرگوری نمایشنامه را رد کرد. (این نمایشنامه بعدها، در مجموعه کارهایش چاپ شد.)
اولین نوشتهٔ او در مورد جزیرهٔ آران کتابی مانند سفرنامه بود به نام «جزیرهٔ آران» با تصاویری که ویلیام باتلر ییتش کشیده بود، سینگ این کتاب را اولین اثر خود قلمداد می‌کرد. لیدی گرگوری به او پیشنهاد داد اسامی مکان‌ها را بردارد و به جایش به کتاب داستان‌های محلی اضافه کند، سینگ این پیشنهاد را رد کرد چون دلش می‌خواست کتاب حالت واقع گرایانه اش را حفظ کند. سینگ می خواست تأکید کند، که ایرلندی‌ها در زیر عقاید کاتولیکشان، هنوز به ایده‌های پاگانیستی اجدادشان باور دارند.
در ۱۹۰۲، سایهٔ سینهٔ کوه و سواران دریا را نوشته بود. در سال ۱۹۰۳ به لندن نقل مکان کرد. با تأیید لیدی گرگوری، سایهٔ سینهٔ کوه در اکتبر ۱۹۰۳ اجرا شد. در اجرا، سینگ وسایل صحنه را از خود جزیرهٔ آران آورد، و زبان نمایش هم کاملاً ایرلند محلی بود، سینگ اعتقاد داشت که اگر روی این زبان کار نشود از بین خواهد رفت. منتقدان این نمایش را به این دلیل که زن ایرلندی داخل نمایش به شوهرش خیانت می‌کند به باد انتقاد گرفتند و ملی‌گراها هم از «سواران دریا» انتقاد کردند و اعتقاد داشتند سینگ زیادی روی روستاییان ایرلندی تأکید می‌کند و تصویر درستی از دینداری ایرلندی‌ها نشان نمی‌دهد.
بعد، عروسی کولی را نوشت اما خیلی تمایلی برای اجرایش نداشت چون این نمایش صحنه‌ای دارد که در آن کشیشی را در کیسه‌ای انداخته‌اند و سینگ به ناشرش نوشت که: «این صحنه به مذاق خیلی از دوستانمان خوش نخواهد آمد.»
در تئاتر ابی، به مشاور ادبی و بعد کارگردان بدل شد. سپس، چشمهٔ قدیسان را نوشت، که در ۱۹۰۵ در تئاتر ابی و در ۱۹۰۶ در برلین اجرا شد.
در ۱۹۰۷، دلاور سرزمین‌های غرب، اجرا شد. این نمایشنامه یک کمدی است که دربارهٔ پسری است که ادعا می‌کند پدرش را کشته است. این تم، باعث شد بخش‌هایی از جامعهٔ ایرلند به خشم بیایند. روزنامه‌ها آن را توهینی به روستاییان ایرلندی دانستند، آرتور گریفیت تئاتر ابی را به انگیزه‌های سیاسی متهم کرد. عده‌ای شورش کردند و باعث شد پردهٔ سوم نمایش به صورت نمایش صامت اجرا شود. ییتس از اسکاتلند برگشت تا با جمعیت صحبت کند و کمی بعد، روزنامه‌ها از مردم انتقاد کردند و طرف تئاتر ابی را گرفتند.
ییتس در اعتراضی که به نمایش «گاوآهن و ستارگان» اثر اوکیسی شد، مردم را خطاب قرار داد و گفت: «باز آبروی خودتان را بردید. ایا دارید دوباره طلوع نبوغ سرشار ایرلندی را جشن می‌گیرید؟»
سینگ در سال 1907، با یکی از هنرپیشه‌های تئاتر ابی که نام هنری اش مری اُنیل بود نامزد کرد.
در مارس 1909، در بیمارستانی در دوبلین، در سن 38 سالگی درگذشت و در همان شهر دفن شد. در آوریل همان سال، مجموعه اشعارش با پیشگفتاری از ییتس چاپ شد. ییتس و نامزد سینگ، مری انیل، با هم، نمایش نیمه تمام سینگ، یعنی دیردرای اندوه، را کامل کردند. این نمایش در ژانویهٔ 1910، در تئاتر ابی اجرا شد. مری انیل در این نمایش، نقش دیردرا را بازی کرد.

## شخصیت
جان میسفیلد، که سینگ را می‌شناخت، می‌گفت که او شخصیت عجیبی دارد که بیشتر به خاطر وضع سلامتی ضعیف و بیماری اش است. آدم وقتی او را می‌بیند حس می‌کند که او مردی محتضر است که وحشیانه به زندگی چنگ می اندازد.

## میراث سینگ
نمایشنامه‌های او به تئاتر ابی استایل خاصی دادند و بعدها، در تربیت هنرپیشه‌ها بسیار مورد استفاده قرار گرفتند از آن جا که در آن‌ها نقش‌های روستایی و زندگی روستایی به تصویر کشیده می‌شود. نویسنده‌های بسیاری مانند برندن بهارا، برینزلی مک.نامارا، لنکس رابینسون، سبک خود را وامدار سینگ هستند.
ویوین مرسیر، منتقد، اولین شخصی بود که اعلام کرد، ساموئل بکت، بسیار وامدار سینگ است. بکت در جوانی از بیننده‌های پروپاقرص تئاتر ابی بود و ییتس، سینگ و اوکیسی را بسیار تحسین می‌کرد. مرسیر اعلام می‌کند که شخصیت‌های سینگ، که در میان آن‌ها بسیار دوره گردها و کولی‌ها و گدایان هستند، در آثار بکت نیز یافت می‌شوند.
ژوزف اُکانر، رمانی دارد به نام «روح» (2010) که بر مبنای رابطهٔ میان سینگ و نامزدش نوشته شده‌است.

## آثار
- در سایهٔ سینهٔ کوه 1903
- دریاروندگان 1904
- چشمهٔ قدیسان 1905
- جزایر اران 1907
- دلاور سرزمین‌های غرب 1907
- عروسی کولی 1908
- اشعار و ترجمه‌ها 1909
- دیردرای اندوه 1910
- در ویکلا و وست کری 1912
- مجموعه آثار 1962 تا 68